# Nematopogon sericinellus
Nematopogon sericinellus is een vlinder uit de familie van de langsprietmotten (Adelidae). De wetenschappelijke naam van de soort is voor het eerst geldig gepubliceerd door Zeller in 1847.
De soort komt voor in Europa.